# (5230) Asahina
(5230) Asahina ist ein marsbahnkreuzender Asteroid des Hauptgürtels, der am 10. März 1988 vom US-amerikanischen Amateurastronomen Jeff T. Alu am Palomar-Observatorium (IAU-Code 675) entdeckt wurde.
Der Asteroid wurde nach dem japanischen Dirigenten und Brucknerinterpreten Takashi Asahina benannt, der 1947 das Philharmonie-Orchester Osaka gründete und bis zu seinem Tod im Jahr 2001 leitete.